# Dinah Pfizenmaier
Dinah Pfizenmaier (Bielefeld, Alemania; 13 de enero de 1992) es una tenista profesional alemana. Ganadora de 6 títulos ITF en individuales y de uno en dobles. Su primera participación en un Grand Slam, fue en el Torneo de Roland Garros 2012, llegando a la segunda ronda, donde perdió ante Victoria Azarenka.

## Títulos ITF

### Individuales

#### Títulos
| Legend              |
| ------------------- |
| Torneos de $100,000 |
| Torneos de $75,000  |
| Torneos de $50,000  |
| Torneos de $25,000  |
| Torneos de $10,000  |

| N.º | Fecha                    | Torneo       | Superficie    | Oponente                | Marcador final   |
| --- | ------------------------ | ------------ | ------------- | ----------------------- | ---------------- |
| 1.  | 22 de agosto de 2011     | Braunschweig | Tierra batida | Syna Kayser             | 7–6(5), 6–1      |
| 2.  | 12 de septiembre de 2011 | Róterdam     | Tierra batida | Stephanie Vogt          | 3–6, 6–1, 6–1    |
| 3.  | 26 de septiembre de 2011 | Plovdiv      | Tierra batida | Jovana Jakšić           | 6–4, 6–4         |
| 4.  | 24 de octubre de 2011    | Netanya      | Dura          | Çağla Büyükakçay        | 7–6(5), 4–6, 6–1 |
| 5.  | 23 de enero de 2012      | Kaarst       | Carpeta (i)   | Alison Van Uytvanck     | 6–4, 6–4         |
| 6.  | 19 de marzo de 2012      | Phuket       | Dura (i)      | Noppawan Lertcheewakarn | 6–2, 6–4         |
| 7.  | 5 de febrero de 2013     | Mallorca 2   | Tierra batida | Anastasia Grymalska     | 6-4, 4-6, 7-5    |
| 8.  | 1 de abril de 2013       | Torrente     | Tierra batida | Justine Ozga            | 6-3, 6-1         |

#### Finalista
| N.º | Fecha                  | Torneo        | Superficie    | Oponente         | Marcador final      |
| --- | ---------------------- | ------------- | ------------- | ---------------- | ------------------- |
| 1.  | 25 de julio de 2011    | Tampere       | Tierra batida | Piia Suomalainen | 5–7, 0–6            |
| 2.  | 8 de octubre de 2012   | Sarajevo      | Tierra batida | Victoria Kan     | 6-4, 4-6, 2-5, ret. |
| 3.  | 5 de noviembre de 2012 | Benicarló     | Dura          | Laura Pous Tió   | 4-6, 1-6            |
| 4.  | 13 de mayo de 2013     | Saint-Gaudens | Tierra batida | Paula Ormaechea  | 3-6, 6-3, 4-6       |

### Dobles

#### Títulos
| N.º | Fecha                    | Torneo  | Superficie    | Pareja          | Oponente                      | Marcador final |
| --- | ------------------------ | ------- | ------------- | --------------- | ----------------------------- | -------------- |
| 1.  | 26 de septiembre de 2011 | Plovdiv | Tierra batida | Julia Wachaczyk | Clelia Melena Stefania Rubini | 6–4, 7–5       |

#### Finalista
| N.º | Fecha                | Torneo   | Superficie    | Pareja           | Oponente                              | Marcador final |
| --- | -------------------- | -------- | ------------- | ---------------- | ------------------------------------- | -------------- |
| 1.  | 15 de agosto de 2011 | Ratingen | Tierra batida | Katharina Hering | Elizaveta Ianchuk Karolina Wlodarczak | 6–3, 1–6, 4–6  |